# Vilnius

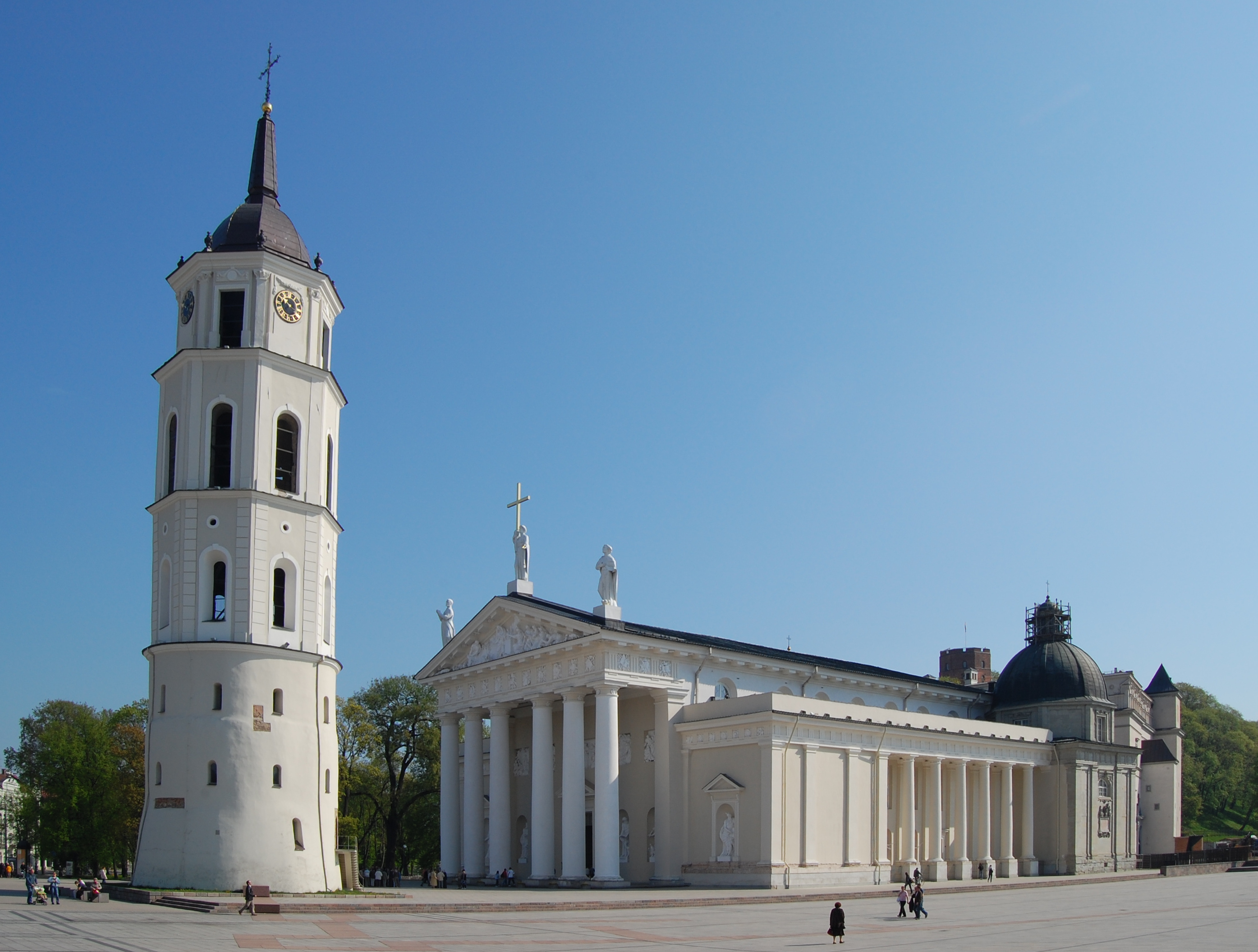
De Kathedraal van Vilnius

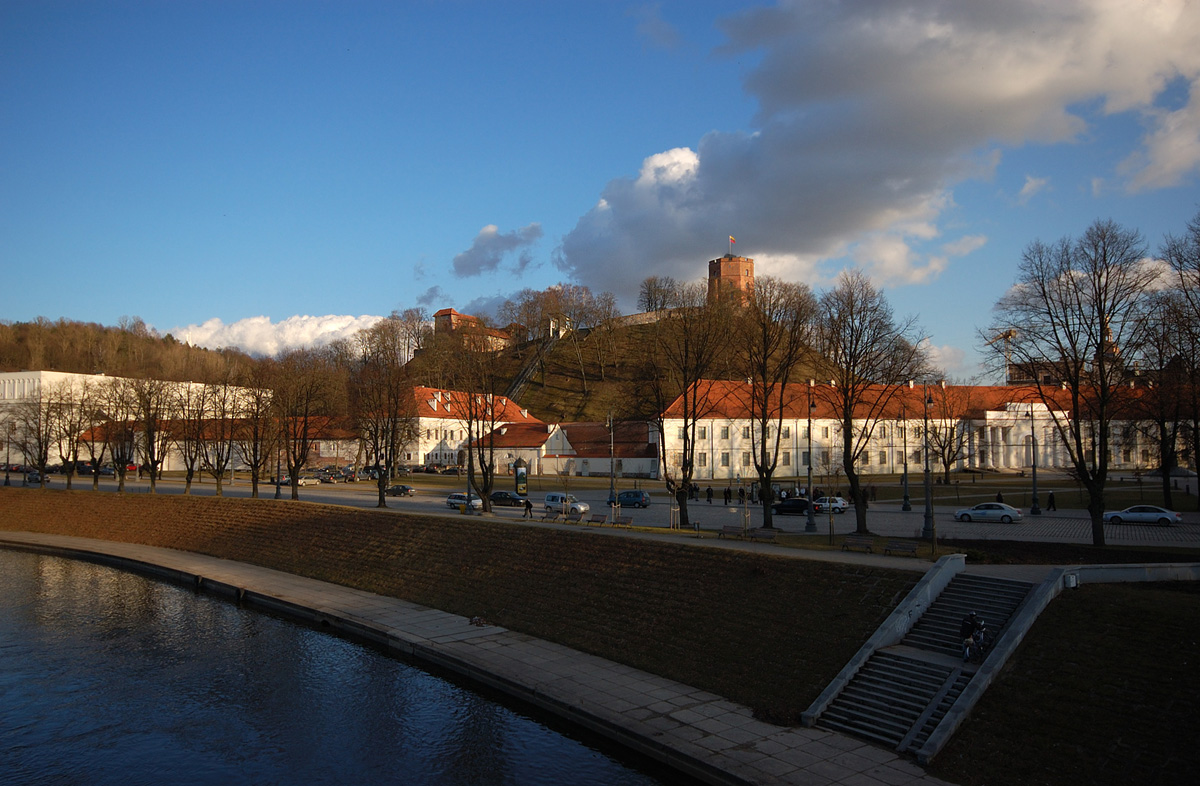
Gediminastoren op de Gediminasheuvel

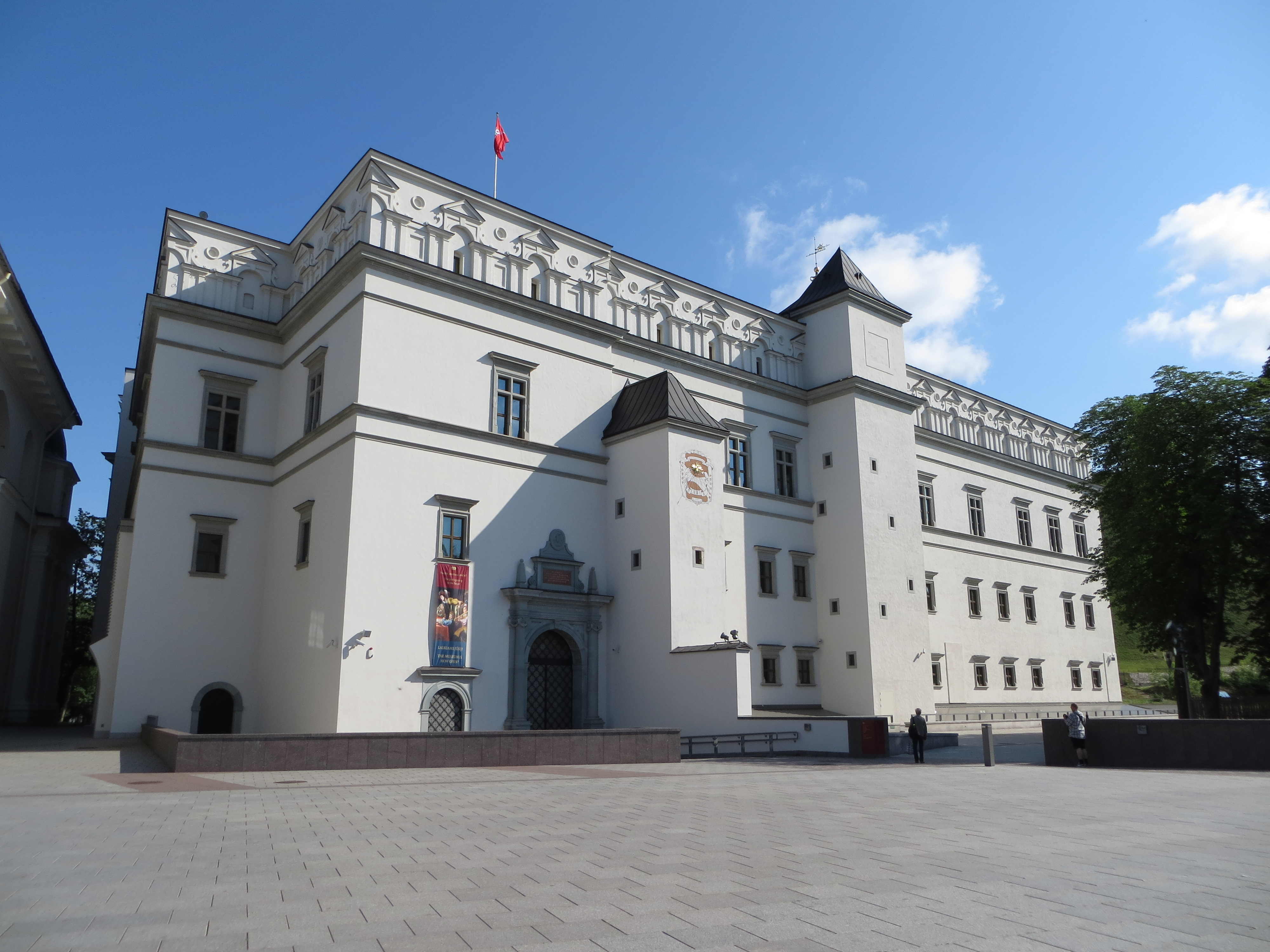
Grootvorstelijk paleis van Vilnius

Vilnius (verouderd ook Wilnioes; Duits: Wilna; Pools: Wilno, Russisch: Вильнюс, vroeger Вильна; Jiddisch: ווילנע Wilne) is de hoofdstad van Litouwen, gelegen in het zuidoosten van dit Baltische land aan de rivieren de Vilnelė en de Neris. In 2021 had Vilnius 546.155 inwoners. Vilnius is de op een na grootste stad van de Baltische staten, na Riga. Vilnius heeft een grote historische binnenstad en huisvest een van de oudste universiteiten in dit deel van Europa. In 2009 was Vilnius een van de twee culturele hoofdsteden van Europa, naast Linz.

## Geschiedenis
De oudste geschriften over de stad dateren uit de 12e eeuw, maar de stichting van de stad wordt algemeen toegeschreven aan grootvorst Gediminas. Volgens de legende was hij aan het jagen en had hij een droom waarin hij een ijzeren wolf op een heuveltop zag huilen. Een sjamaan zei hem daarop dat hij een kasteel moest bouwen op een nabijgelegen rots met uitzicht over drie rivieren. Het houten kasteel werd al snel omringd door huizen en straten die omlaag liepen naar de rivier de Vilnya. Gediminas nodigde in 1323 buitenlandse handelaren en kooplieden uit om in zijn nieuwe stad te komen wonen. In 1387 verleende Władysław II Jagiełło (koning van Polen, grootvorst van Litouwen) de stad stadsrechten en deze was gebaseerd op het model van Maagdenburg. In de eeuwen erna bleef de stad groeien, onder meer doordat er een universiteit werd opgericht in 1579 door koning Stefanus Báthory. Deze eerste universiteit in het grootvorstendom Litouwen werd al snel een belangrijk wetenschappelijk en cultureel centrum.
Vilnius trok immigranten uit verschillende landen aan. In de stad vestigden zich onder meer Polen, Russen, joden en Duitsers. Voor de joden was Vilnius, het "Jeruzalem van Litouwen" een belangrijk spiritueel centrum. In 1897 was 38,8% van de bevolking joods.
In 1812 werd Vilnius kortstondig veroverd door het Franse Keizerrijk tijdens de Veldtocht van Napoleon naar Rusland. Op 28 juni 1812 maakte Napoleon zijn intrede in de stad. Hij installeerde de Nederlander Dirk van Hogendorp als gouverneur van Vilnius en de stad werd voorzien van een Frans garnizoen. Op 7 december 1812 keerden de eerste Franse troepen terug in de stad, maar ondanks de maatregelen die Van Hogendorp had genomen sloeg het uitgehongerde leger aan het plunderen. Joachim Murat oordeelde dat de stad onverdedigbaar was en gaf de opdracht voor de verdere terugtocht richting Kaunas. Op 10 december vertrok het Franse leger uit Vilnius en trokken de Kozakken de stad binnen om de achtergebleven soldaten uit te moorden.
Nadat Litouwen in 1918 de onafhankelijkheid had uitgeroepen en deze onafhankelijkheid in 1920 door de bolsjewistisch Rusland in het Verdrag van Moskou was erkend, werd Vilnius een Pools-Litouwse twistappel. Het Verdrag van Moskou wees de stad en haar omgeving aan Litouwen toe, maar dit zogenoemde Vilniusgebied werd al spoedig door Polen ingenomen. Gedurende het interbellum zou de stad tot Polen blijven behoren, een situatie die door Frankrijk en Groot-Brittannië werd gesteund, in de hoop dat de Poolse invloed een aanval vanuit de Sovjet-Unie zou tegenhouden. Litouwen zou Vilnius als zijn hoofdstad blijven beschouwen: Kaunas had in het vooroorlogse Litouwen de status van tijdelijke hoofdstad. Polen maakte van Vilnius de hoofdstad van het gelijknamige woiwodschap, Wilno.
Op 19 september 1939, direct na het begin van de Tweede Wereldoorlog bezette het Sovjetleger de stad. De stad werd aanvankelijk toegewezen aan de Sovjetrepubliek Wit-Rusland. Vanuit de hoofdstad Minsk werden direct pogingen gedaan om Wit-Russisch onderwijs te stimuleren. Jozef Stalin had echter andere plannen met Vilnius en op 10 oktober werd een verdrag van wederzijdse bijstand gesloten tussen de Litouwse en de Sovjet-regering. Als gevolg daarvan werden de stad en het aangrenzende gebied door de Sovjet-Unie overgedragen aan Litouwen. Voorwaarde was dat er een aantal militaire bases van het Rode Leger in Litouwen mocht worden gevestigd. Het leger trok zich terug uit de stad, maar bleef aanwezig in een van de voorsteden. Voor het bewind in Moskou betekende dit een blijvende invloed op de gang van zaken in het buurland.
Het Litouwse leger nam de stad, met een parade op 29 oktober, in bezit. Nu probeerde de Litouwse regering de stad een meer Litouws aanzien te geven, vooral door de Poolse scholen te verbieden om in het Pools les te geven en de Litouwse taal daar verplicht te stellen.
De pogingen hadden minimaal succes, vooral omdat al in het voorjaar van 1940 bleek dat de Russen steeds meer invloed in het land opeisten. In juni 1940 stelde Stalin een ultimatum: het Rode Leger moest onbeperkt toegang tot Litouwen krijgen en kunnen helpen om een pro-Sovjetregering te vormen. Toen de Litouwers daar in Stalins ogen onvoldoende op reageerden, werd heel Litouwen op 3 augustus bezet en op eigen verzoek in de Sovjet-Unie opgenomen als de Litouwse SSR. Vilnius bleef daarvan de hoofdstad. Naar schatting werden in deze periode 40.000 inwoners door de Russen naar kampen in Siberië gedeporteerd.
In 1941 werd Vilnius door nazi-Duitsland ingenomen. Tijdens de Duitse bezetting werd 95% van de joodse bevolking van de stad vermoord. In juli 1944 werd de stad door de Poolse Armia Krajowa tijdens de Opstand van Vilnius bevrijd van de Duitsers, kort daarna gevolgd door de Sovjets die de stad bezetten en Armia Krajowa-leden en anderen vervolgden.
Na de oorlog bleef de stad in handen van de Sovjet-Unie; Litouwen werd weer een Sovjetrepubliek met Vilnius als hoofdstad. De Poolse bevolking, die voor de Tweede Wereldoorlog samen met de Joden de meerderheid in de stad vormde, werd op last van de Sovjets grotendeels verdreven en moest zich in de geannexeerde Duitse gebieden in het westen van Polen vestigen. In plaats daarvan vestigden zich vele Litouwers in de stad en in veel mindere mate ook Russen.
In de jaren 80 ontstonden in de stad regelmatig grote demonstraties tegen de overheersing van de Sovjet-Unie. Op 11 maart 1990 verklaarde de Opperste Sovjet van Litouwen het land onafhankelijk. De Sovjet-Unie probeerde het tij nog te keren en in januari 1991 kwam het tot een confrontatie tussen het Sovjetleger en de Litouwse bevolking bij de televisietoren van Vilnius. Bij deze aanval kwamen veertien mensen om het leven en raakten er meer dan 700 gewond. Tussen 1992 en 2000 daalde de bevolking van de stad, een trend die pas in 2012 echt gekeerd werd.
Toen Litouwen uiteindelijk opnieuw onafhankelijk was, kon de verwaarloosde stad worden opgeknapt. Het centrum is sindsdien grondig gerenoveerd en trekt steeds meer toeristen.

## Stadsbeeld
Vilnius heeft op de linkeroever van de Neris een grote historische binnenstad met een wirwar van kleine straatjes en meer dan veertig kerken. Dit 360 ha grote gebied staat sinds 1994 op de Werelderfgoedlijst. De barok is er de overheersende bouwstijl.
De hoofdstraat van Vilnius is de Gediminasboulevard (Gedimino prospektas), die van het Kathedraalplein (Katedros aikšte) naar de Neris loopt. Op het Kathedraalplein bevindt zich de Stanislaus- en Ladislauskathedraal, een classicistisch bouwwerk met een 16e-eeuwse klokkentoren. De boulevard bevindt zich gedeeltelijk in de eigenlijke historische binnenstad (senamiestis) en gedeeltelijk ten noordwesten ervan. Langs de Gediminasboulevard liggen belangrijke instellingen als het parlement, de regeringsgebouwen, de nationale bank, de nationale bibliotheek, het nationaal dramatheater en het constitutionele hof.
Op de Gediminasheuvel (Gedimino Kalnas) bevindt zich de Gediminastoren, het symbool van de stad en het enige restant van de burcht van grootvorst Gediminas. Het Koninklijk Paleis aan de voet van de heuvel werd in 1801 gesloopt, maar is in het eerste decennium van de 21e eeuw herbouwd: Grootvorstelijk paleis van Vilnius. Dit Paleis ligt ook direct ten oosten van de Kathedraal.
Even ten zuiden van het Kathedraalplein liggen de gebouwen van de Universiteit van Vilnius, met de bijbehorende Sint-Janskerk (Šv. Jonų bažnyčia). Aan de oostkant van de binnenstad bevindt zich de enige overgebleven stadspoort van Vilnius. In deze Poort van het Morgenrood (Aušros vartai) bevindt zich een icoon van de maagd Maria.
De eerste stadsuitbreiding buiten de (inmiddels verdwenen) stadsmuren was de wijk Užupis, die aan de overkant van de rivier de Vilnelė ligt. Užupis is inmiddels een kunstenaarswijk.
Buiten het centrum zijn vooral eenvormige buitenwijken uit de communistische periode te vinden. In deze wijken is ook de hoge televisietoren te vinden die een sleutelrol speelde in de onafhankelijkheidsstrijd van het land. Aan de noordkant van de Neris ligt het New City Center (NCC), met onder meer een winkelcentrum, het nieuwe stadhuis en de 150 meter hoge Europatoren.

## Bevolking
De bevolking van Vilnius bestond bij de volkstelling van 2021 uit 546.155 personen.: 63,2% Litouwers, 16,5% Polen, 12% Russen en 8,6% overige.
Sinds het einde van de 19e eeuw is de samenstelling van de bevolking van Vilnius grondig veranderd. Onder Russisch bewind werden er in 1897 en onder Pools bewind in 1931 volkstellingen gehouden, waarbij niet naar de nationaliteit, maar wel naar de moedertaal van de inwoners werd gevraagd.
In 1897, onder Russisch bestuur, sprak 40% Jiddisch, 30,1% Pools, 20,9% Russisch, 4,3% Wit-Russisch, 2,1% Litouws en 2,6% een andere taal.

In 1931, onder Pools bestuur, sprak er van de 195.100 inwoners 65% Pools, 28% Jiddisch, 3,8% Russisch, 0,9% Wit-Russisch, 0,8% Litouws en 0,4% een andere taal.
Tijdens de jaren van het Sovjet-bestuur steeg het aantal Litouwstaligen naar circa 55% van de bevolking en het aantal Russischtaligen naar 22%. Het aantal Poolstaligen daalde tot ongeveer 21%, terwijl het Jiddisch in Vilnius en geheel Litouwen na de Holocaust zo goed als uitstierf.

## Stedenbanden
- Kaliningrad (Rusland)
- Krakau (Polen)
- Reykjavik (IJsland)